# Lucanus kraatzi
Lucanus kraatzi es una especie de coleóptero de la familia Lucanidae.

## Distribución geográfica
Habita en Yunnan (China) y Vietnam.